# Agasikrates
Agasikrates (altgriechisch Ἀγασικράτης; † vor 259 v. Chr.) war ein griechischer Architekt, der in der 1. Hälfte des 3. Jahrhunderts v. Chr. in Delphi tätig war. Er bildete mit seinem Vater Agathon und seinem Sohn Agathokles eine Dynastie offizieller Tempelarchitekten in Delphi.
In einer Inschrift aus dem Jahr 260/259 v. Chr. (oder etwas früher) wird er als verstorben erwähnt. Danach war er in Nachfolge seines Vaters für Unterhaltsarbeiten am Apollon-Tempel VI zuständig, der von seinem Vater neu erbaut worden war.